# گنادی کارپونوسووا
گنادی کارپونوسووا (انگلیسی: Gennadi Karponosov؛ زادهٔ ۲۱ نوامبر ۱۹۵۰) اسکیت‌باز نمایشی اهل روسیه است.
وی همچنین برندهٔ جوایزی همچون نشان دوستی شده‌است.